# Larry Hogan
Lawrence Joseph "Larry" Hogan, Jr (født 25. maj 1956 i Washington D.C.) er en amerikansk politiker, som var guvernør for den amerikanske delstat Maryland fra 2015 til 2023. Han er medlem af det Republikanske parti.
Hogan vandt 4. november 2014 guvernørvalget over sin demokratiske modkandidat Anthony Brown. Larry Hogan blev 21. januar 2015 taget i ed som Marylands 62. guvernør, hvor han afløste Martin O'Malley fra det Demokratiske parti. Han blev genvalgt i 2018. Han genopstillede ikke i 2022, og blev efterfulgt af Wes Moore 18. januar 2023. 
Før sin politiske karriere grundlagde Hogan sit eget ejendomsmæglerfirma i 1985. I 1992 stillede han op som kandidat til Repræsentanternes Hus mod det siddende kongresmedlem Steny Hoyer i Marylands 5. distrikt, som Hogans far tidligere havde repræsenteret fra 1969 til 1975). Det blev det tætteste valg i Hoyers karriere i Kongressen, hvor Hogan vandt fire ud af distriktets fem counties, men Hoyer opnåede 55% af stemmerne mod Hogans 45%.
Fra 2003 til 2007 var Hogan minister under guvernør Bob Ehrlich, som var den første republikanske guvernør i Maryland i 34 år. Som guvernør betragtes Hogan som moderat og pragmatisk, men samtidig med et stærkt fokus på skattelettelser.